# INXS (Internetknoten)
Der Münchener INXS (Internet eXchange Service) wurde 1994 als erster deutscher Internet-Knoten (noch vor dem DE-CIX) vom European Computer-Industry Research Center (ECRC) gegründet und wird seit 1999 von der Firma Cable & Wireless neutral betrieben. 2002 wurde zusätzlich der Hamburger INXS in Betrieb genommen.
An den INXS München und Hamburg nehmen zahlreiche namhafte Carrier teil, u. a. die Deutsche Telekom (M, HH), Arcor (M), BT Germany (M), Level 3 (M) oder auch Colt Technology Services (M, HH).
Ende 2015 wurde der Betrieb des INXS durch den ECIX übernommen.